# آم ملنزه
ام ملنسی (به آلمانی: Am Mellensee) یک شهر در آلمان است که در براندنبورگ واقع شده‌است.

## خصوصیات
ام ملنسی ۱۰۴٫۴۱ کیلومترمربع مساحت دارد ۴۳ متر بالاتر از سطح دریا واقع شده‌است.